# Бабаян, Агаси Арутюнович
Агаси́ (Агасий) Арутю́нович Бабая́н (арм. Աղասի Հարությունի Բաբայան; род. 21 декабря 1921 года, с. Чигдамлу Армянская ССР — 17 ноября 1995 года) — советский и армянский киноактёр, кинорежиссёр и сценарист. Заслуженный деятель искусств РСФСР (1974).

## Биография
В 1939 году окончил Ереванский педагогический техникум. Затем в 1946 году — актёрский факультет ВГИКа (мастерская Б. В. Бибикова и О. И. Пыжовой). В 1948 году работал на Ереванской киностудии.
В 1952 году окончил режиссёрский факультет ВГИКа. Ученик С. А. Герасимова. В том же году перешёл на работу на студию «Моснаучфильм» (позднее — «Центрнаучфильм»). Член КПСС с 1953 года.

## Фильмография

### Актёр
- 1949 — Девушка Араратской долины (в титрах не указан)
- 1952 — Римский-Корсаков — Дарьян
- 1975 — Место под солнцем — клоун
- 1985 — Последнее воскресенье — эпизод

### Режиссёр
- 1950 — Ереванский зоопарк
- 1957 — Коля дома один
- 1961 — Дерсу Узала
- 1971 — Тропой бескорыстной любви
- 1975 — Место под солнцем
- 1981 — Мишка, Малыш и другие
- 1982 — Рысь выходит на тропу
- 1986 — Рысь возвращается
- 1990 — Пропал друг
- 1994 — Рысь идёт по следу

### Сценарист
- 1981 — Мишка, Малыш и другие
- 1982 — Рысь выходит на тропу
- 1986 — Рысь возвращается
- 1990 — Пропал друг
- 1994 — Рысь идёт по следу

### Документальное кино
- Наука и техника (1958)
- Имени Чайковского (1958)
- Поэтический образ природы (1962)
- Семь веков спустя (1963)
- Фитиль. Преобразователи природы. (1963, № 149-02)
- На земле древнего Хорезма (1964)
- Через Крестовый перевал (1964)
- История одного поиска (1965)
- Обожжённая солнцем (1965)
- Третья встреча (1966)